# Péter Kovács (piłkarz)
Péter Kovács (ur. 7 lutego 1978 w Salgótarján) – węgierski piłkarz występujący na pozycji napastnika. Zawodnik klubu Sandefjord Fotball. Mąż piłkarki Melissy Wiik.

## Kariera klubowa
Kovács karierę rozpoczynał w 1995 roku w drugoligowym zespole Salgótarjáni BTC. W trakcie sezonu 1995/1996 przeszedł do pierwszoligowego Újpestu. W sezonie 1996/1997 wywalczył z nim wicemistrzostwo Węgier. W 1997 roku odszedł do innej pierwszoligowej drużyny, Vác FC, gdzie spędził sezon 1997/1998.
W 1999 roku Kovács został graczem fińskiego FC Lahti. Występował tam w sezonie 1999, a potem przeniósł się do Haki, z którą w sezonie 2000 zdobył mistrzostwo Finlandii. W trakcie sezonu 2002 przeszedł do norweskiego drugoligowca, Tromsø IL. Na koniec tamtego sezonu wywalczył z zespołem awans do pierwszej ligi.
W 2004 roku przeszedł do Vikinga. Po dwóch latach został graczem drugoligowego Strømsgodset IF i w sezonie 2006 awansował z nim do pierwszej ligi. W 2008 roku odszedł do klubu Odds BK, grającego w drugiej lidze. W sezonie 2008 awansował z nim do pierwszej ligi, a także został królem strzelców drugiej.
W 2010 roku Kovács podpisał kontrakt z belgijskim Lierse SK. W Eerste klasse zadebiutował 11 września 2010 w zremisowanym 2:2 meczu z KAA Gent. W Lierse spędził dwa lata. W 2012 roku wrócił do Norwegii, gdzie ponownie został graczem zespołu Strømsgodset IF. W sezonie 2012 wywalczył z nim wicemistrzostwo Norwegii, a z 14 bramkami na koncie został też królem strzelców Tippeligaen. W sezonie 2013 wraz ze Strømsgodset zdobył mistrzostwo Norwegii.
W 2015 roku odszedł do innego pierwszoligowca, Sarpsborg 08 FF. W 2016 roku został z kolei zawodnikiem drugoligowego Sandefjord Fotball.

## Kariera reprezentacyjna
W reprezentacji Węgier Kovács zadebiutował 18 lutego 2004 w wygranym 2:0 towarzyskim meczu z Armenią. 17 listopada 2004 w wygranym 2:0 pojedynku eliminacji Mistrzostw Świata 2006 z Maltą strzelił swojego jedynego gola w kadrze. W latach 2004–2005 w drużynie narodowej rozegrał 9 spotkań.